# Acroporium fuscoflavum
Acroporium fuscoflavum là một loài Rêu trong họ Sematophyllaceae. Loài này được (Paris) Broth. mô tả khoa học đầu tiên năm 1925.